# 赛义德·穆斯塔法·卡迈勒
赛义德·穆斯塔法·卡迈勒 (烏爾都語: سید مصطفىٰ کمال‬，1971年12月27日—) 是一位巴基斯坦政治家，也是巴基斯坦國土黨的创始人和现任主席。他之前是巴基斯坦参议院的一名参议员，并曾担任巴基斯坦最大城市卡拉奇的市长。